# Le Trésor de l'avare
Le Trésor de l'avare (The Usurer's Grip) est un film américain de Charles Brabin sorti en 1912.

## Synopsis
Une famille dont la petite fille est malade contracte un emprunt à un taux usuraire auprès d'un 'loan shark' (usurier escroc). Incapable de repayer les traites exorbitantes, le père perd son emploi. Par chance, il trouve un nouveau patron qui va l'aider à contracter un nouvel emprunt à un taux normal et à se débarrasser de ses traites.

## Fiche technique
- Titre original : The Usurer's Grip
- Titre français : Le Trésor de l'avare
- Genre : Drame
- Réalisateur : Charles Brabin
- Production : Edison Company
- Durée : 15 minutes
- Sortie : 5 octobre 1912
- Licence : Domaine public

## Distribution
- Walter Edwin : Thomas Jenks
- Gertrude McCoy : Sa femme
- Edna May Weick : Leur fille
- Charles Ogle : L'usurier
- Louise Sydmeth
- Robert Brower : Le nouveau patron